# Andreas Wolf (voetballer)
Andreas Wolf (Choedzjand, 12 juni 1982) is een in Tadzjikistan geboren Duitse voetballer (verdediger).
Nadat hij in 1990 met zijn ouders naar Duitsland verhuisde speelde hij tijdens zijn jeugd bij clubs uit de regio van Ansbach. In 1997 vertrok hij naar 1. FC Nürnberg, waar hij in 2002 in een wedstrijd tegen Hertha BSC zijn debuut in de eerste ploeg maakte. In 2007 won hij met Nürnberg de Duitse beker.

## Erelijst
1. FC Nürnberg
- 2. Bundesliga

2004
- DFB-Pokal

2007